# گیل دبلیو. مک‌گی
گیل دبلیو. مک‌گی (به انگلیسی: Gale W. McGee) سناتور سابق عضو حزب دموکرات ایالات متحده آمریکا بود. وی در سال ۱۹۵۹ تا ۱۹۷۷ میلادی سناتور ایالت وایومینگ در سنای ایالات متحده آمریکا بود.